# Dannemare
Dannemare és un poble a l'illa danesa de Lolland localitzat 11 quilòmetres al sud de Nakskov i 19 a l'oest Rødby. El 2015, tenia 435 habitants.

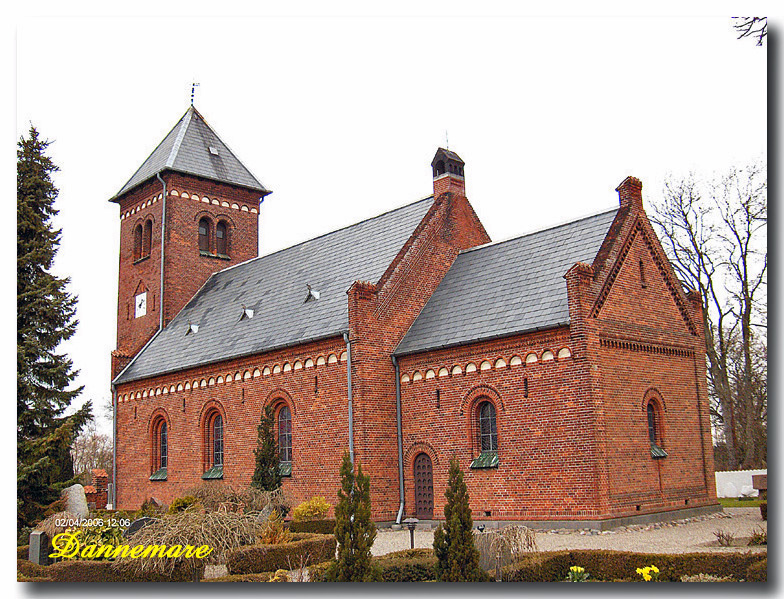
Església de Dannemare

L'àrea té una llarga història. Una tomba del segle I dC fou descoberta a Hoby mentre comunitats com Tillitse i Kuditse tenen noms wends indicant que van ser fundats pel wends abans del segle xiii. L'àrea és també llar de cases senyorials com les d'Ølligesøgård i Bådesgård. La pedra rúnica del cementiri de Tillitse és de principis del segle xi. El recentment restaurat campanar de Gloslunde és un dels edificis de fusta més vells de Dinamarca datat del segle xv. De 1926 a 1953, Dannemare va ser una estació del ferrocarril Nakskov-Rødby. L'edifici vell de l'estació encara es pot visitar al nº 18 Stationsvej.
Les esglésies històriques en l'àrea inclouen les esglésies romàniques Arninge, Græafaita, Groslunde i Tillitse. L'església de Dannemare, també del principi del període romànic, va ser reconstruïda el 1897 després d'un incendi. Rudbjerggaard, una casa senyorial entramada acabada el 1502, és 5 km a l'oest del poble.
En el 2015 Dannemare té una escola, un casal, una guarderia, un banc, una fleca, una botiga alimentària, restaurants, perruquers i diverses associacions. Els turistes són atrets als nuclis de cases d'estiu propers a Hummingen i Kramnitse.